# طوبين نجمي الخطم
طوبين نجمي الخطم أو الطوبين نجمي الأنف (الاسم العلمي: Condylura cristata) هو طوبينٌ صغير، يُوجد في المناطق الرطبة المُنخفضة في الأجزاء الشمالية من أمريكا الشمالية. يُعد الكائن الوحيد ضمن القبيلة الذي يمتلك عضوًا يعمل باللمس يحتوي أكثر من 25,000 مستقبلًا حسيًا دقيقً، والمعروفة باسم أعضاء أيمر [الإنجليزية]، والتي يشعر بها هذا الطوبين ذو حجم القد بمحيطه. بمساعدة أعضاء أيمر، قد يكون مثاليًا لاكتشاف اهتزازات الموجات الزلزالية.